# Batežo Ka Mikilu

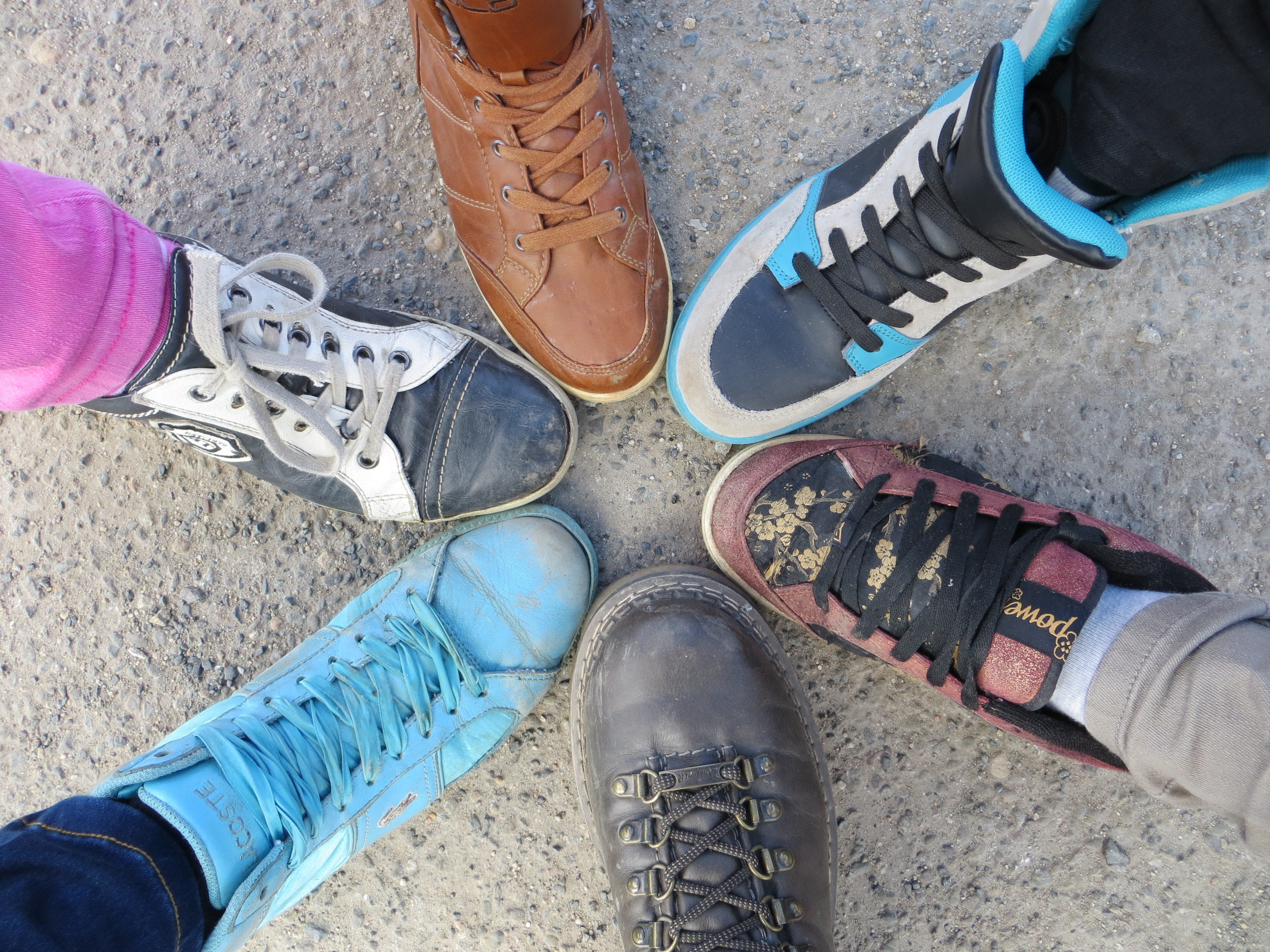
Fotografie Batežo Ka Mikilu

Batežo Ka Mikilu (také známo pod názvem Batežo Mikilu) je výtvarná skupina založená šesticí mladých studentů z vesnice Zastávka a výtvarnicí Kateřinou Šedou. Byla založena 12. prosince 2012 v Zastávce u Brna a má za cíl reflektovat a poté i změnit vnímání prostředí této hornické obce. Název skupiny vychází z prvních dvou písmen jména každého z členů – Barbora Křivánková, Tereza Matulová, Georgi Dimitrov (Žorko), Kateřina Šedá, Milena Mařáková, Kristýna Fillová (Kikča) a Lucie Staňková. Jejich výtvarná činnost se pohybuje především na poli kresby, intermediální tvorby a happeningů.

## Vznik skupiny
Skupina vznikla na popud šesti čtrnáctiletých studentů, kteří se v roce 2011 rozhodli změnit prostředí obce Zastávka, v němž navštěvovali místní gymnázium. Podle jejich slov je obec taková „nijaká“. Na základě tohoto rozhodnutí kontaktovali českou výtvarnici Kateřinu Šedou, která jim vyhověla v jejich žádosti o pomoc.

## Současnost
V současnosti se zabývají proměnou vnímání Zastávky místními lidmi i lidmi z okolí a reflektováním její sociální situace na dalších místech. V roce 2013 vystavovali například v Galerii současného umění v německém Lipsku nebo na prestižní přehlídce moderního umění Benátském bienále.

## Projekty
- 2012 – ? – Pátý přes devátý / Devátý přes pátý

## Výstavy

### Samostatné výstavy
- 2013 – This is not a Czech Pavilion, This is not a Taiwan Pavilion, Benátské bienále, Benátky, Itálie[3]
- 2013 – At Sixes and Sevens, Galerie für Zeitgenössische Kunst Leipzig, Lipsko, Německo[4][5]

### Skupinové výstavy
- 2013 – Général Bordure, Le Quartier (centre d’art contemporain du Quimper), Quimper, Francie